# تيموثي لارسن
تيموثي لارسن (بالإنجليزية: Timothy Larsen)‏ هو مؤرخ أمريكي، ولد في 4 سبتمبر 1967.